# Kingsley (Iowa)
Kingsley es una ciudad ubicada en el condado de Plymouth en el estado estadounidense de Iowa. En el Censo de 2010 tenía una población de 1411 habitantes y una densidad poblacional de 339,01 personas por km².

## Geografía
Kingsley se encuentra ubicada en las coordenadas 42°35′11″N 95°58′4″O / 42.58639, -95.96778. Según la Oficina del Censo de los Estados Unidos, Kingsley tiene una superficie total de 4.16 km², de la cual 4.16 km² corresponden a tierra firme y (0%) 0 km² es agua.

## Demografía
Según el censo de 2010, había 1411 personas residiendo en Kingsley. La densidad de población era de 339,01 hab./km². De los 1411 habitantes, Kingsley estaba compuesto por el 98.23% blancos, el 0.21% eran afroamericanos, el 0.07% eran amerindios, el 0.14% eran asiáticos, el 0.64% eran isleños del Pacífico, el 0% eran de otras razas y el 0.71% pertenecían a dos o más razas. Del total de la población el 1.28% eran hispanos o latinos de cualquier raza.